# Championnat de Suède de rugby à XV 2017
Navigation
Championnat 2016 Championnat 2018
Le Championnat de Suède de rugby à XV 2017 également appelé Allsvenskan 2017, oppose les cinq meilleures équipes suédoises de rugby à XV. Il débute le 22 avril 2017 pour s'achever le 7 octobre 2017.

## Les clubs de l'édition 2017
| Enköping RK Hammarby IF RF Pingvin RC Stockholm Exiles RFC NRK Trojan |

| Équipe               | Stade | Capacité | Ville      |
| -------------------- | ----- | -------- | ---------- |
| Enköping RK          |       |          | Enköping   |
| Hammarby IF RF       |       |          | Tullinge   |
| Pingvin RC           |       |          | Trelleborg |
| Stockholm Exiles RFC |       |          | Stockholm  |
| NRK Trojan           |       |          | Norrköping |

## Classement
| Rang | Club                     | J | V | N | D | Pm  | Pe  | Diff | Pts |
| ---- | ------------------------ | - | - | - | - | --- | --- | ---- | --- |
| 1    | Stockholm Exiles RFC (T) | 8 | 7 | 0 | 1 | 323 | 94  | +229 | 14  |
| 2    | Pingvin RC               | 8 | 7 | 0 | 1 | 249 | 101 | +148 | 14  |
| 3    | Enköping RK              | 8 | 3 | 0 | 5 | 181 | 280 | -99  | 7   |
| 4    | Hammarby IF RF           | 8 | 3 | 0 | 5 | 167 | 180 | -13  | 6   |
| 5    | NRK Trojan               | 8 | 0 | 0 | 8 | 83  | 348 | -265 | 0   |

|  | Champion (no 1).            |
|  | Relégué (no 2, no 3, no 4). |
|  | Relégué (no 5).             |
|  | T : tenant du titre 2016    |

### Résultats
L'équipe qui reçoit est indiquée dans la colonne de gauche.
| Clubs                | ENK   | HAM   | PIN   | STO   | TRO   |
| -------------------- | ----- | ----- | ----- | ----- | ----- |
| Enköping RK          |       | 42-24 | 17-26 | 17-71 | 30-25 |
| Hammarby IF RF       | 29-17 |       | 13-31 | 11-27 | 45-12 |
| Pingvin RC           | 21-18 | 24-5  |       | 18-13 | 28-5  |
| Stockholm Exiles RFC | 77-12 | 10-8  | 27-14 |       | 58-0  |
| NRK Trojan           | 7-28  | 17-32 | 3-87  | 14-40 |       |

|  | Victoire à domicile |  | Match nul |  | Défaite à domicile |

## Phase finale
|  | Demi-finales                   | Demi-finales           | Demi-finales           | Demi-finales           |                               |                      | Finale                         | Finale                         | Finale                         | Finale                         |
|  |                                |                        |                        |                        |                               |                      |                                |                                |                                |                                |
|  | 9 et 16 septembre 2017         | 9 et 16 septembre 2017 | 9 et 16 septembre 2017 | 9 et 16 septembre 2017 |                               |                      | 30 septembre et 7 octobre 2017 | 30 septembre et 7 octobre 2017 | 30 septembre et 7 octobre 2017 | 30 septembre et 7 octobre 2017 |
|  | Stockholm Exiles RFC           | Stockholm Exiles RFC   | 33                     | 19                     |                               |                      | 30 septembre et 7 octobre 2017 | 30 septembre et 7 octobre 2017 | 30 septembre et 7 octobre 2017 | 30 septembre et 7 octobre 2017 |
|  | Stockholm Exiles RFC           | Stockholm Exiles RFC   | 33                     | 19                     |                               |                      | 30 septembre et 7 octobre 2017 | 30 septembre et 7 octobre 2017 | 30 septembre et 7 octobre 2017 | 30 septembre et 7 octobre 2017 |
|  | Hammarby IF RF                 | Hammarby IF RF         | 18                     | 3                      |                               |                      | 30 septembre et 7 octobre 2017 | 30 septembre et 7 octobre 2017 | 30 septembre et 7 octobre 2017 | 30 septembre et 7 octobre 2017 |
|  | Hammarby IF RF                 | Hammarby IF RF         | 18                     | 3                      | Stockholm Exiles RFC          | Stockholm Exiles RFC | 17                             | 6                              |                                |                                |
|  | 9 et 16 septembre 2017         |                        |                        |                        | Stockholm Exiles RFC          | Stockholm Exiles RFC | 17                             | 6                              |                                |                                |
|  |                                |                        | Pingvin RC             | Pingvin RC             | 8                             | 7                    |                                |                                |                                |                                |
|  | Pingvin RC                     | Pingvin RC             | Pingvin RC             | Pingvin RC             | 8                             | 7                    | 22                             | 69                             |                                |                                |
|  | Pingvin RC                     | Pingvin RC             |                        |                        |                               |                      |                                | 69                             |                                |                                |
|  | Enköping RK                    | Enköping RK            | 13                     | 24                     |                               |                      |                                |                                |                                |                                |
|  | Enköping RK                    | Enköping RK            | 13                     | 24                     | Match pour la troisième place |                      |                                |                                |                                |                                |
|  |                                |                        |                        |                        |                               |                      |                                |                                |                                |                                |
|  | 30 septembre et 7 octobre 2017 |                        |                        |                        |                               |                      |                                |                                |                                |                                |
|  | Enköping RK                    | Enköping RK            | 24                     | 32                     |                               |                      |                                |                                |                                |                                |
|  | Enköping RK                    | Enköping RK            | 24                     | 32                     |                               |                      |                                |                                |                                |                                |
|  | Hammarby IF RF                 | Hammarby IF RF         | 43                     | 24                     |                               |                      |                                |                                |                                |                                |
|  | Hammarby IF RF                 | Hammarby IF RF         | 43                     | 24                     |                               |                      |                                |                                |                                |                                |

## Meilleurs réalisateurs
Les statistiques incluent la phase finale.
| Rang | Joueur           | Club                 | Points |
| ---- | ---------------- | -------------------- | ------ |
| 1    | Matthew Keane    | Pingvin RC           | 91     |
| 2    | Jim Wetterström  | Enköping RK          | 73     |
| 3    | / Neill Erasmus  | Stockholm Exiles RFC | 55     |
| 4    | Johan Gustavsson | Hammarby IF RF       | 49     |
| 5    | Oliver Sharp     | Stockholm Exiles RFC | 41     |
| 6    | Robin Fransson   | Enköping RK          | 39     |
| 7    | James Campbell   | Pingvin RC           | 38     |
| 8    | Ashley Kitchen   | Stockholm Exiles RFC | 35     |
| 9    | Micah Barber     | Pingvin RC           | 32     |
| 10   | Senad Turčinović | Enköping RK          | 30     |